# Wouter Barendrecht
Wouter Barendrecht (5 november 1965 - Bangkok, 5 april 2009) was een Nederlands filmdistributeur en -producent. Samen met Michael J. Werner was Barendrecht de leider van "Fortissimo Films", een maatschappij die hij in 1991 in Amsterdam had opgericht voor de verdeling van vooral Aziatische kwaliteitsfilms. Hij verdeelde echter ook Nederlandse films.
Barendrecht werkte als programmamaker van het International Film Festival Rotterdam en als persverantwoordelijke van het Filmfestival van Berlijn. Barendrecht was ook een veelgevraagd jurylid voor internationale filmfestivals. Sinds 1997 woonde hij in Hongkong. Hij overleed in april 2009 aan een hartstilstand in Bangkok, waar hij was voor besprekingen.

## Filmografie
als producent
- The Goddess of 1967 (2000)
- Tsui Hark's Vampire Hunters (2002)
- Bear's Kiss (2002)
- Springtime in a Small Town (2002)
- Party Monster (2003)
- 16 Years of Alcohol (2003)
- The Tulse Luper Suitcases, Part 1: The Moab Story (2003)
- Last Life in the Universe (2003)
- The Tulse Luper Suitcases: Antwerp (2003)
- The Tulse Luper Suitcases, Part 3: From Sark to the Finish
- Grimm (2003)
- P.S. (2004)
- Mysterious Skin (2004)
- The Night Listener (2006)
- Invisible Waves (2006)
- When the Road Bends: Tales of a Gypsy Caravan (2006)
- Shortbus (2006)
- Syndromes and a Century (2006)
- I Don't Want to Sleep Alone (2006)
- Waiter (2006)
- Getting Home (2007)
- The Home Song Stories (2007)
- Ploy (2007)
- Pleasure Factory (2007)
- Country Wedding (2008)
- Life During Wartime (2008)
- Black Oasis (2008)